# Benümb
A Benümb amerikai grindcore együttes volt. 1994-ben alakultak a kaliforniai Milbrae-ben. Első kiadványuk egy 1995-ös split lemez volt, a Short Hate Temper nevű zenekarral. Első nagylemezük 1998-ban jelent meg. 2000-ben és 2003-ban is megjelentettek stúdióalbumokat. 2006-ban feloszlottak. Stúdióalbumaik a Relapse Records kiadásában jelentek meg, egyéb lemezeiket viszont kisebb kiadók adták ki.

## Tagok
- Pete Ponitkoff - ének
- John Gotelli - dob
- Dave Hogarth - gitár
- Paul Ponitkoff - gitár, ének
- Tim Regan - basszusgitár

## Korábbi tagok
- Robb Koperski - gitár, ének
- Mike V - gitár

## Diszkográfia
- Soul of the Martyr (1998)
- Withering Strands of Hope (2000)
- By Means of Uphaval (2003)

## Egyéb kiadványok
Split lemezek, EP-k
- Benümb / Short Hate Temper (1995)
- Benümb / Apartment 213 (1997)
- Benümb / Dukes of Hazzard (1997)
- Gear in the Machine 7" (1997)
- Benümb / Suppression (1998)
- Benümb / Bad Acid Trip (1999)
- Benümb / Agoraphobic Nosebleed (2002)
- Benümb / Pig Destroyer (2002)
- Benümb / Premonitions of War (2005)